# Promises (chanson de Take That)
Singles de Take That
Do What U Like
(1991) Once You've Tasted Love
(1992)
Clip vidéo
[vidéo] « Promises », sur YouTube
Promises est une chanson du boys band anglais Take That. Elle est incluse dans leur premier album studio, intitulé Take That & Party et sorti (en Royaume-Uni) le 17 août 1992.
En novembre 1991, plus de neuf mois avant la sortie de l'album, la chanson a été publiée en single.  C'était le deuxième single qui serait inclus dans cet album, après Do What U Like).
Le single a débuté à la 38e place du hit-parade britannique (pour la semaine du 17 au 23 novembre 1991).